# Gollenstein

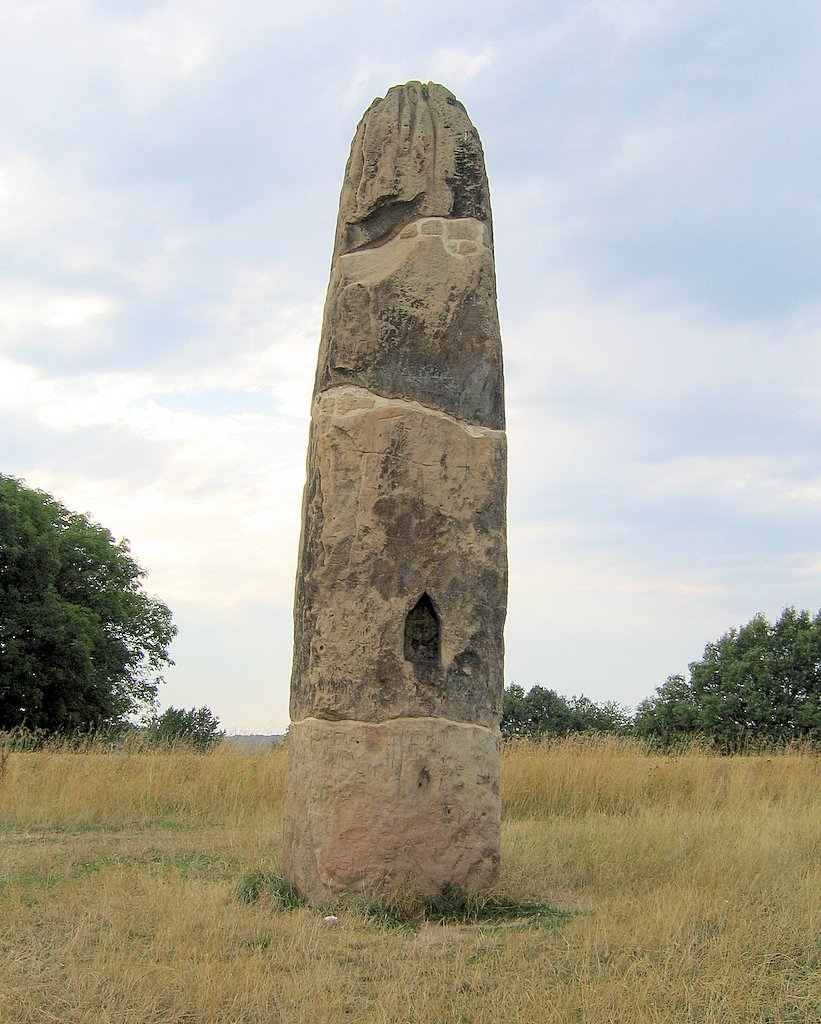
Gollenstein, Sommer 2005

Der Gollenstein bei Blieskastel im Saarpfalz-Kreis im Saarland ist ein etwa 4000 Jahre alter Menhir und gilt mit seinen 6,58 Metern Höhe als der größte Menhir Mitteleuropas. Er steht auf dem Blieskasteler Berg nordwestlich des Stadtzentrums und gilt als Wahrzeichen der Barockstadt Blieskastel.

## Geschichte

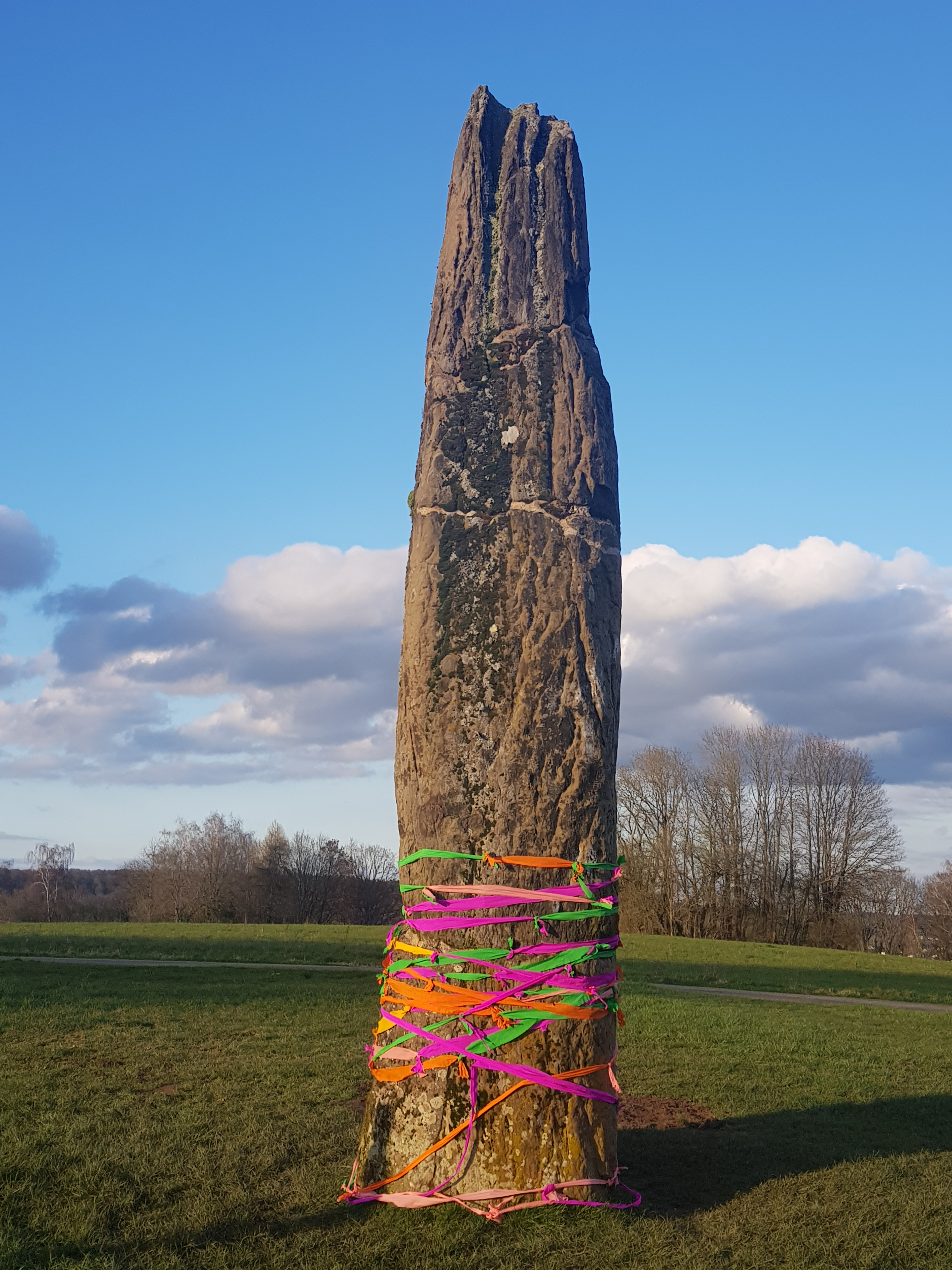
Der Gollenstein am 16. März 2024 nach einer Performance

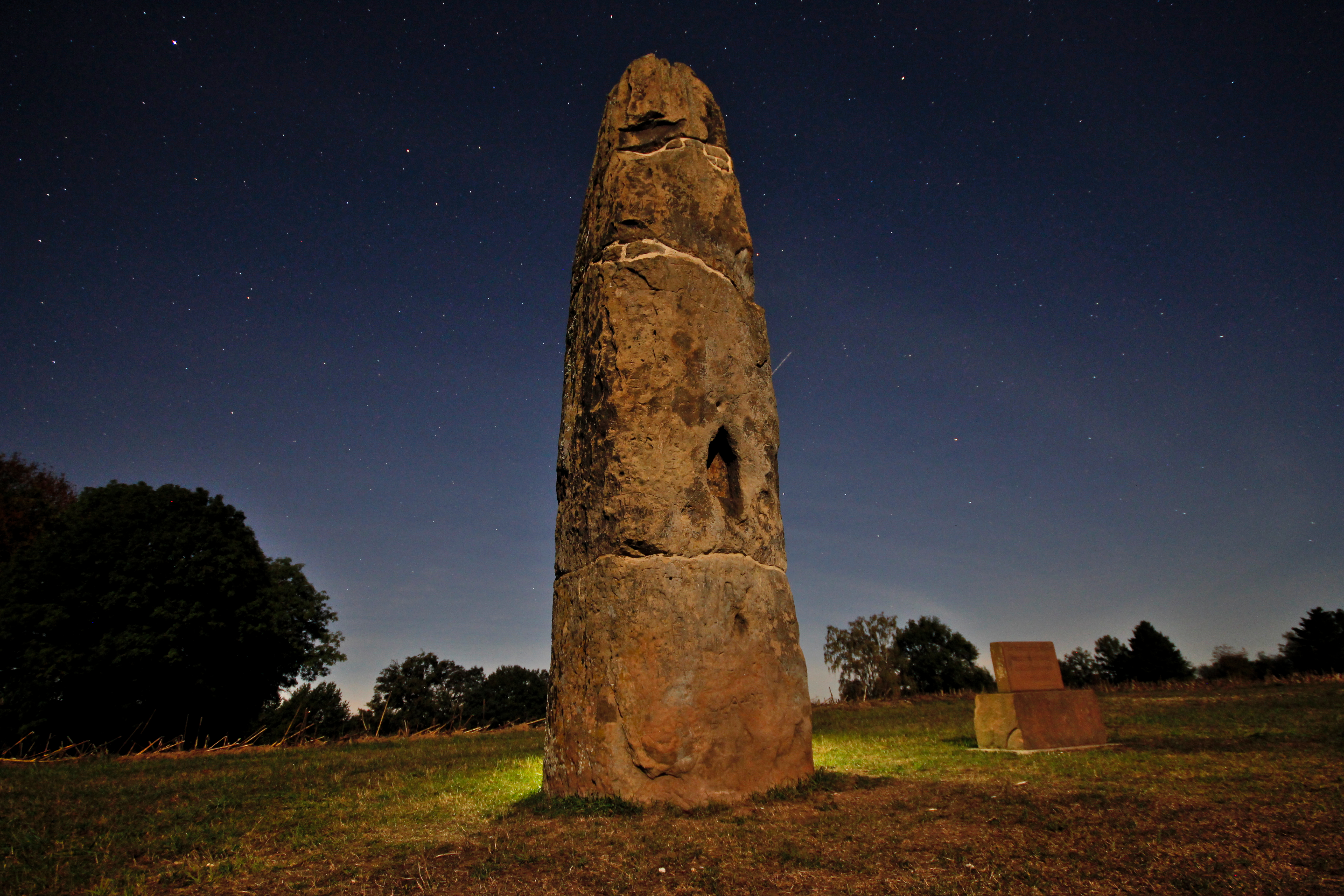
Gollenstein bei Nacht

Der Stein besteht aus einem hellen Sandstein und wurde wahrscheinlich am Ende der Jungsteinzeit (ca. 2000 v. Chr.) errichtet. Er wird mit einem prähistorischen Ahnenkult in Verbindung gebracht.
Fast 4000 Jahre blieb der Gollenstein unversehrt, doch nach Beginn des Zweiten Weltkrieges befürchteten Offiziere der Wehrmacht, er könnte aufgrund seiner exponierten Stellung in der Landschaft als „Richtpunkt für die französische Artillerie“ dienen. Daraufhin legten Pioniere den Gollenstein im Jahre 1939 nieder. Die Soldaten richteten dafür eine mit Stroh gefüllte Grube her, die jedoch zu kurz berechnet war. Beim Umlegen riss das Seil, so dass der Stein stürzte, dabei auf der Kante der zu kurzen Grube aufschlug und in vier große und einige kleine Teile zerbrach. Auf Betreiben des Bürgermeisters Alfons Dawo wurden im November 1951 die Teile mit Beton – wegen der breiten Fugen nicht ganz fachmännisch – wieder zusammengesetzt und der Gollenstein erneut aufgerichtet.
Experten schätzen, dass die Nische mit dem Kreuz wahrscheinlich erst 1809 eingemeißelt wurde und christliche Kultgegenstände (Kreuze, kleine Heiligenfiguren, Kerzen) hierin Platz fanden. Der heidnische Stein bekam so eine christliche Bedeutung. Unter der Nische sind Fragmente einer menschlichen Figur reliefartig eingehauen. Zwei Beine mit Füßen, Teile des Rumpfes, der Kopf und ein Arm mit Hand sollen eine vorgeschichtliche Götterfigur darstellen, die an den keltischen Wettergott Taranis erinnert.
Im Jahre 2002 wurde der Gollenstein komplett eingerüstet und generalsaniert.

## Herkunft des Namens
Die Herkunft des Namens ist rätselhaft; am weitesten verbreitet ist die Herleitung vom lateinischen Begriff „colus“, der Stab, um den die Fasern beim Spinnen von Hand gewunden werden. Nach einer Überlieferung von 1553 wurde der Menhir „Guldenstein“ genannt. Auf einer Landkarte des Amtes Zweibrücken von 1564 war er als „Güldenstein“ und „Pirmanstein“ eingezeichnet. Nach der unten aufgeführten Literatur von Hans Cappel könnte der Name von dem früheren Bewuchs des Berges mit gelbem/güldenen Ginster stammen. Der Ortsnamensforscher Hermann Albert Prietze führt den Namen auf „Goldenstein“ zurück. „Gold“ setzt er mit Opfer gleich, da in der Bronzezeit Goldgegenstände geopfert wurden und das aus dem Wort „Gold“ entstandene „Geld“ in dem um 800 n. Chr. geschriebenen Heliand das Opfer ist. Demnach hat der Gollenstein seinen Namen, da er Teil einer Opferstätte war.

## Sonstiges
Ein weiterer Monolith im Saarpfalz-Kreis, der Spellenstein in Rentrisch bei St. Ingbert, ist dem Gollenstein vergleichbar. Nach dem Gollenstein wurde der Gollenstein Verlag mit Sitz in Saarbrücken benannt.